# Jimaní
Jimaní is een stad en gemeente in de Dominicaanse Republiek, aan de grens met Haïti. Het is de hoofdstad van de provincie Independencia. Het heeft zo'n 17.600 inwoners. In mei 2004 werd Jimaní zwaar getroffen door een overstroming.

## Bestuurlijke indeling
De gemeente bestaat uit drie gemeentedistricten (distrito municipal):
Boca de Cachón, El Limón en Jimaní.
- Library of Congress Control Number: n00031402
- Nationale Bibliotheek van Israël: 987007473612905171
- Virtual International Authority File: 124298066

Azua · Bajos de Haina · Baní · Barahona · Boca Chica · Bonao · Comendador · Cotuí · Dajabón · El Seibo · Hato Mayor · Higüey · Jimaní · La Romana · La Vega · Los Alcarrizos · Mao · Moca · Monte Cristi · Monte Plata · Nagua · Neiba · Pedernales · Puerto Plata · Sabaneta · Salcedo · Samaná · San Cristóbal · San Francisco de Macorís · San José de Ocoa · San Juan · San Pedro de Macorís · Santiago · Santo Domingo de Guzmán · Santo Domingo Este · Santo Domingo Norte · Santo Domingo Oeste